# Ginés Morata

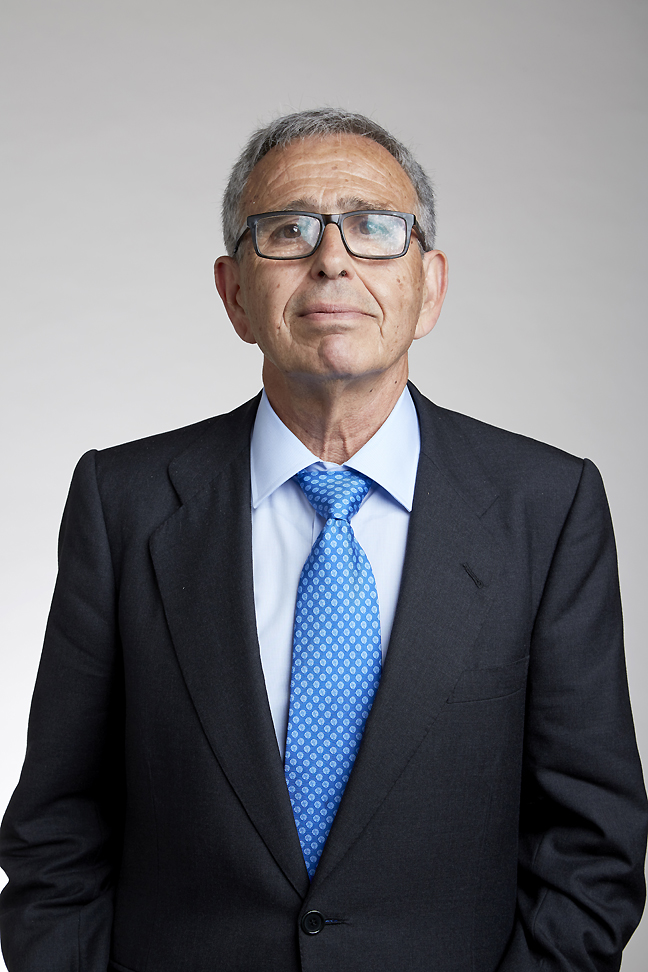
Ginés Morata

Ginés Morata Pérez (* 19. April 1945 in Rioja (Almería)) ist ein spanischer Entwicklungsbiologe.

## Leben und Werdegang
Morata interessierte sich nach Lektüre von Werken von Linus Pauling für Biologie. Seine erste Arbeit waren Beobachtungen über eine Falkenart im Nationalpark Coto de Doñana. Er wurde 1973 bei Antonio García-Bellido an der Universität Complutense  Madrid promoviert mit einer Dissertation über die Entwicklungsbiologie (Mutationen im Bithoraxsystem BX und Auswirkungen auf den Körperplan) von Drosophila. Als Post-Doktorand war er mehrere Jahre am Labor für Molekularbiologie (LMB) der Universität Cambridge bei Peter Anthony Lawrence (und Sydney Brenner, der Morata an das LMB einlud). 1977 kehrte er nach Spanien zurück ans Zentrum für Molekularbiologie in Madrid. Er hat eine Forschungsprofessur an der Autonomen Universität Madrid.
2017 wurde er auswärtiges Mitglied der Royal Society und er ist auswärtiges Mitglied der National Academy of Sciences. 2007 erhielt er mit Peter Anthony Lawrence den Prinzessin-von-Asturien-Preis.

## Forschung
Er war maßgeblich an der Entwicklung der Kompartment-Theorie der Morphogenese seines Lehrers García-Bellido beteiligt und war Ko-Autor von einigen der ersten Aufsätze dazu. Später forschte er zur Regeneration von Imaginalscheiben und dem Hox-Gen-Komplex. Er fand, dass bei der Regeneration der Imaginalscheiben nach Beschädigung des Gewebes Zellen reprogrammiert werden, damit die neuen Zellen die Identität der alten Zellen annehmen. Weiter befasst er sich mit Apoptose (Entdeckung der Wirkung von Mitogen als Signal) und Krebsentstehung in Zusammenhang mit dem von ihm entdeckten Phänomen der Zell-Konkurrenz (cell competition), einem natürlichen Prozess bei dem unerwünschte Zellen aus dem Gewebe entfernt werden, zum Beispiel verbliebene onkogene Zellen aus der Entwicklungsphase des Embryos. Manchmal entkommen sie aber durch einen Gruppenschutz-Mechanismus. Die Apoptose wird den unerwünschten Zellen durch im Konkurrenzkampf stärkeren Nachbarzellen aufgezwungen über den Jun N-terminal Kinase (JNK) Signalweg. Der Signalweg kann aber auch zu Zellwachstum führen, wenn es Zellen gibt, die nicht Apoptose ausführen können und so potentiell Krebs erzeugen. Morata untersuchte eine Tumor-erzeugende Mutation bei Drosophila (Polyhomeotic, ph, ein Teil des Polycomb Komplexes) und fand so einen Mechanismus, wie einige Zellen der Zell-Konkurrenz entgehen.

## Schriften (Auswahl)
- Analysis of gene expression during development in the homeotic mutant Contrabithorax of Drosophila melanogaster, J. Embryol. Exp. Morphol., Band 34, 1975, S. 19–31
- mit A. García-Bellido, P. Ripoll: Developmental compartmentization of the wing disk of Drosophila, Nature New Biology, Band 245, 1973, S. 251–253
- mit P. A. Lawrence: "Control of compartment development by the engrailed gene in Drosophila, Nature, Band 255, 1975, S. 614–617.
- mit P. Ripoll: Minutes: Mutants of Drosophila autonomously affecting cell division rate, Dev. Biol., Band 42, 1975, S. 211–221
- mit A. García-Bellido,P. Ripoll: Developmental compartmentization in the dorsal mesothoracic disk of Drosophila, Development Biology, Band 48, 1976, S. 132–147
- mit A. García-Bellido: Developmental analysis of some mutants of the bithorax system of Drosophila, Wilhelm Roux Archiv Dev Biol., Band 179, 1976, S. 125–143
- mit P. A. Lawrence: Homoeotic genes, compartments and cell determination in Drosophila, Nature, Band 265, 1977, S. 211–216
- mit A. García-Bellido, P. A. Lawrence: Compartments in animal development, Scientific American, Band 241, Juli 1979, S. 102–110.
- mit E. Sánchez-Herrero, I. Vernós, R. Marco: Genetic organization of Drosophila bithorax complex, Nature, Band 313, 1985, S. 108–113.
- mit E. Moreno, K. Basler: Cells compete for decapentaplegic survival factor to prevent apoptosis in Drosophila wing development, Nature, Band 416, 2002, S. 755–759
- mit J. Menéndez, A. Pérez-Garijo, M. Calleja: A tumor-suppressing mechanism in Drosophila involving cell competition and the Hippo pathway, Proc. Natl. Acad. Sci. USA, Band 107, 2010, S. 14651–14656
- mit L: Ballesteros-Arias, V. Saavedra: Cell competition may function either as tumour-suppressing or as tumour-stimulating factor in Drosophila, Oncogene, Band 33, 2014, S. 4377–4384.
- mit L. Ballesteros-Arias: Cell competition, apoptosis and tumour development,  International Journal of Developmental Biology, Band 59, 2015, S.  79–86.
- mit M. Calleja: Tumorigenic Properties of Drosophila Epithelial Cells Mutant for lethal giant larvae, Developmental Dynamics, Band 245, 2016, S. 834–843.
- mit N. Pinal u. a.: Short-term activation of the Jun N-terminal kinase pathway in apoptosis-deficient cells of Drosophila induces tumorigenesis,Nature Commun., Band 9, 2018, S. 1541
- mit I. Medina, M.Calleja: Tumorigenesis and cell competition in Drosophila in the absence of polyhomeotic function, Proc.Nat. Acad. Sci. USA, Band 118, 2021,e2110062118, PMID 34702735